# Graciela Fernández Meijide
Rosa Graciela Castagnola de Fernández Meijide được biết đến với cái tên Graciela Fernández Meijide (sinh ngày 27 tháng 2 năm 1931) là một giáo viên, người hoạt động vì nhân quyền và chính khách người Argentina. Bà trở nên nổi tiếng sau khi điều tra sự biến mất do ép buộc của hàng ngàn người trong cuộc Chiến tranh bẩn thỉu. Bà sau đó giữ vị trí là một đại biểu, nghị sĩ và bộ trưởng trong chính phủ của đảng FrePaSo.

## Tiểu sử
Graciela Castagnola sinh ra tại Avellaneda ngay phía nam của Buenos Aires, nơi bà gặp chồng mình Enrique Fernández Meijide khi còn rất trẻ. Họ có một người con gái và hai người con trai, và bà làm nghề giáo viên dạy Tiếng Pháp. Vào năm 1976, người con trai 16 tuổi của bà, Pablo, bị chính quyền đưa đi trong một cuộc đột kích bất ngờ vào căn hộ của gia đình vào ban đêm, cùng với bạn gái của anh, María Zimmermann, trong một động thái có vẻ như là xác định danh tính nhầm (bạn trai cũ của cô gái là một người hoạt động sinh vật cũng có tên là Pablo). Gia đình họ không bao giờ thấy được họ nữa.
Fernández Meijide đã vận động vì quyền của những gia đình của những người biến mất trong cuộc Chiến tranh bẩn thỉu vào những năm 1970s. Bà sống trong đày ải tại Montreal trong một khoảng thời gian và gia nhập Permanent Assembly for Human Rights. Khi nền dân chủ quay trở lại vào năm 1983, bà được bổ nhiệm làm người đứng đầu của depositions department của National Commission on the Disappearance of Persons (CONADEP).